# Nazionale femminile di pallavolo della Serbia
La nazionale femminile di pallavolo della Serbia è una squadra europea composta dalle migliori giocatrici di pallavolo della Serbia ed è posta sotto l'egida della Federazione pallavolistica della Serbia.
Dal 1992 fino al 2003 ha rappresentato la Repubblica Federale di Jugoslavia e dal 2003 al 2006 ha rappresentato la Serbia e Montenegro.

## Rosa
Segue la rosa delle giocatrici convocate per la Volleyball Nations League 2025.
| N° | Nome              | Ruolo | Data di nascita   | Squadra             |
| -- | ----------------- | ----- | ----------------- | ------------------- |
| 2  | Katarina Lazović  | S     | 12 settembre 1999 | Galatasaray         |
| 3  | Minja Osmajić     | C     | 12 febbraio 2003  | Victorina Himeji    |
| 8  | Slađana Mirković  | P     | 7 ottobre 1995    | Roma Club           |
| 11 | Hena Kurtagić     | C     | 27 agosto 2004    | Pro Victoria        |
| 12 | Teodora Pušić     | L     | 12 marzo 1993     | Partizan            |
| 14 | Maja Aleksić      | C     | 6 giugno 1997     | AGIL                |
| 15 | Aleksandra Uzelac | S     | 27 luglio 2004    | Zeren               |
| 16 | Aleksandra Jegdić | L     | 9 ottobre 1994    | Rapid Bucarest      |
| 18 | Tijana Bošković   | O     | 8 marzo 1997      | Eczacıbaşı          |
| 19 | Bojana Milenković | S     | 6 marzo 1997      | Nilüfer             |
| 20 | Jovana Zelenović  | O     | 13 giugno 2004    | Železničar Lajkovac |
| 24 | Ljubica Milojević | C     | 13 febbraio 1992  | Târgoviște          |
| 25 | Nina Čajić        | S     | 28 agosto 2001    | Indy Ignite         |
| 26 | Maša Kirov        | C     | 16 agosto 2005    | Volero Le Cannet    |
| 27 | Vanja Bukilić     | O     | 13 giugno 1999    | Red Sparks          |
| 28 | Marija Miljević   | P     | 9 luglio 1998     | Lugoj               |
| 30 | Rada Perović      | P     | 13 aprile 2001    | Megavolley          |
| 32 | Bojana Gočanin    | L     | 25 settembre 2002 | TENT                |
| 34 | Branka Tica       | S     | 23 agosto 2003    | Uraločka            |
| 35 | Mina Mijatović    | S     | 16 ottobre 2001   | TENT                |
| 40 | Vanja Ivanović    | S     | 22 ottobre 2004   | Železničar Lajkovac |

## Risultati

### Competizioni FIVB
| 1964 | non esistente   | -            |
| 1968 | non esistente   | -            |
| 1972 | non esistente   | -            |
| 1976 | non esistente   | -            |
| 1980 | non esistente   | -            |
| 1984 | non esistente   | -            |
| 1988 | non esistente   | -            |
| 1992 | non qualificata | -            |
| 1996 | non qualificata | -            |
| 2000 | non qualificata | -            |
| 2004 | non qualificata | -            |
| 2008 | 5º posto        | Convocazioni |
| 2012 | 11º posto       | Convocazioni |
| 2016 | 2º posto        | Convocazioni |
| 2020 | 3º posto        | Convocazioni |
| 2024 | 7º posto        | Convocazioni |

| 1952 | non esistente   | -            |
| 1956 | non esistente   | -            |
| 1960 | non esistente   | -            |
| 1962 | non esistente   | -            |
| 1967 | non esistente   | -            |
| 1970 | non esistente   | -            |
| 1974 | non esistente   | -            |
| 1978 | non esistente   | -            |
| 1982 | non esistente   | -            |
| 1986 | non esistente   | -            |
| 1990 | non esistente   | -            |
| 1994 | non qualificata | -            |
| 1998 | non qualificata | -            |
| 2002 | non qualificata | -            |
| 2006 | 3º posto        | Convocazioni |
| 2010 | 8º posto        | Convocazioni |
| 2014 | 7º posto        | Convocazioni |
| 2018 | 1º posto        | Convocazioni |
| 2022 | 1º posto        | Convocazioni |

| 2018 | 5º posto  | Convocazioni |
| 2019 | 13º posto | Convocazioni |
| 2021 | 13º posto | Convocazioni |
| 2022 | 3º posto  | Convocazioni |
| 2023 | 9º posto  | Convocazioni |
| 2024 | 12º posto | Convocazioni |
| 2025 | 15º posto | Convocazioni |

| 1973 | non esistente   | -            |
| 1977 | non esistente   | -            |
| 1981 | non esistente   | -            |
| 1985 | non esistente   | -            |
| 1989 | non esistente   | -            |
| 1991 | non esistente   | -            |
| 1995 | non qualificata | -            |
| 1999 | non qualificata | -            |
| 2003 | non qualificata | -            |
| 2007 | 5º posto        | Convocazioni |
| 2011 | 7º posto        | Convocazioni |
| 2015 | 2º posto        | Convocazioni |
| 2019 | 9º posto        | Convocazioni |
| 2023 | non qualificata | -            |

### Competizioni CEV
| 1949 | non esistente   | -            |
| 1950 | non esistente   | -            |
| 1951 | non esistente   | -            |
| 1955 | non esistente   | -            |
| 1958 | non esistente   | -            |
| 1963 | non esistente   | -            |
| 1967 | non esistente   | -            |
| 1971 | non esistente   | -            |
| 1975 | non esistente   | -            |
| 1977 | non esistente   | -            |
| 1979 | non esistente   | -            |
| 1981 | non esistente   | -            |
| 1983 | non esistente   | -            |
| 1985 | non esistente   | -            |
| 1987 | non esistente   | -            |
| 1989 | non esistente   | -            |
| 1991 | non esistente   | -            |
| 1993 | non qualificata | -            |
| 1995 | non qualificata | -            |
| 1997 | non qualificata | -            |
| 1999 | non qualificata | -            |
| 2001 | non qualificata | -            |
| 2003 | 9º posto        | Convocazioni |
| 2005 | 7º posto        | Convocazioni |
| 2007 | 2º posto        | Convocazioni |
| 2009 | 7º posto        | Convocazioni |
| 2011 | 1º posto        | Convocazioni |
| 2013 | 4º posto        | Convocazioni |
| 2015 | 3º posto        | Convocazioni |
| 2017 | 1º posto        | Convocazioni |
| 2019 | 1º posto        | Convocazioni |
| 2021 | 2º posto        | Convocazioni |
| 2023 | 2º posto        | Convocazioni |

| 2009 | 1º posto        | Convocazioni |
| 2010 | 1º posto        | Convocazioni |
| 2011 | 1º posto        | Convocazioni |
| 2012 | 3º posto        | Convocazioni |
| 2013 | 5º posto        | Convocazioni |
| 2014 | non qualificata | -            |
| 2015 | non qualificata | -            |
| 2016 | non qualificata | -            |
| 2017 | non qualificata | -            |
| 2018 | non qualificata | -            |
| 2019 | non qualificata | -            |
| 2021 | non qualificata | -            |
| 2022 | non qualificata | -            |
| 2023 | non qualificata | -            |
| 2024 | non qualificata | -            |

### Competizioni zonali
| 1975 | non esistente   | -            |
| 1979 | non esistente   | -            |
| 1983 | non esistente   | -            |
| 1987 | non esistente   | -            |
| 1991 | non esistente   | -            |
| 1993 | non qualificata | -            |
| 1997 | 4º posto        | Convocazioni |
| 2001 | 6º posto        | Convocazioni |
| 2005 | non qualificata | -            |
| 2009 | non qualificata | -            |
| 2013 | non qualificata | -            |
| 2018 | non qualificata | -            |
| 2022 | 3º posto        | Convocazioni |

| 2015 | 3º posto | Convocazioni |

### Competizioni estinte
| 1993 | non qualificata | -            |
| 1994 | non qualificata | -            |
| 1995 | non qualificata | -            |
| 1996 | non qualificata | -            |
| 1997 | non qualificata | -            |
| 1998 | non qualificata | -            |
| 1999 | non qualificata | -            |
| 2000 | non qualificata | -            |
| 2001 | non qualificata | -            |
| 2002 | non qualificata | -            |
| 2003 | non qualificata | -            |
| 2004 | non qualificata | -            |
| 2005 | non qualificata | -            |
| 2006 | non qualificata | -            |
| 2007 | non qualificata | -            |
| 2008 | non qualificata | -            |
| 2009 | non qualificata | -            |
| 2010 | non qualificata | -            |
| 2011 | 3º posto        | Convocazioni |
| 2012 | 11º posto       | Convocazioni |
| 2013 | 3º posto        | Convocazioni |
| 2014 | 8º posto        | Convocazioni |
| 2015 | 8º posto        | Convocazioni |
| 2016 | 7º posto        | Convocazioni |
| 2017 | 3º posto        | Convocazioni |

| 1988 | non esistente   | -            |
| 1989 | non esistente   | -            |
| 1990 | non esistente   | -            |
| 1991 | non esistente   | -            |
| 1992 | non qualificata | -            |
| 1993 | non qualificata | -            |
| 1994 | non qualificata | -            |
| 1995 | non qualificata | -            |
| 1996 | non qualificata | -            |
| 1998 | non qualificata | -            |
| 1999 | non qualificata | -            |
| 2000 | non qualificata | -            |
| 2001 | non qualificata | -            |
| 2002 | non qualificata | -            |
| 2003 | non qualificata | -            |
| 2004 | non qualificata | -            |
| 2005 | non qualificata | -            |
| 2006 | non qualificata | -            |
| 2007 | 4º posto        | Convocazioni |
| 2008 | 6º posto        | Convocazioni |
| 2009 | non qualificata | -            |
| 2010 | non qualificata | -            |
| 2011 | non qualificata | -            |
| 2013 | non qualificata | -            |
| 2014 | non qualificata | -            |
| 2015 | non qualificata | -            |
| 2016 | 7º posto        | Convocazioni |
| 2017 | non qualificata | -            |
| 2018 | non qualificata | -            |
| 2019 | non qualificata | -            |

| 2004 | non qualificata | -            |
| 2005 | 3º posto        | Convocazioni |
| 2006 | non qualificata | -            |
| 2008 | non qualificata | -            |